# Burgruine Spitz
Die Burgruine Spitz ist die Ruine einer Höhenburg 410 m ü. NHN bei Altammerthal, einem Gemeindeteil der Gemeinde Ammerthal im Landkreis Amberg-Sulzbach in Bayern. Sie wird unter der Aktennummer D-3-71-111-5 als Baudenkmal verzeichnet. „Archäologische Befunde im Bereich der mittelalterlichen Burgruine ‚Spitz‘“ werden zudem als Bodendenkmal unter der Aktennummer D-3-6536-0065 geführt.

## Geschichte
Die Burg wurde im 12. Jahrhundert erbaut und erwähnt. 1364 wird der Name Spitz erstmals mit einem „Jordan ab der spitze zu amertal, Purger zu Amberg“ genannt. Seit 1385 ist hier die Familie der Emhofer ansässig. 1566 lebt noch Christian Emhofer zu Schierling und Ammerthal. Er war aber nur noch im Besitz des allodialen Anteiles von Altammerthal, denn das alte Schloss hatte Kurfürst Ludwig 1519 dem Georg Pirkner auf ein Jahr und 1526 dem Rentmeister Kaspar Honhammer bis auf Widerruf zur Nutzung übergeben. 1576 finden wird hier Ulrich Erckenbrechtshauser, wobei die Familie Erckenbrechtshauser auch auf Schloss Atzlricht und Schloss Ursensollen begütert war. Nach dem Erckenbrechtshauser gelangte Altammerthal an Wolf Haller von Raitenbuch, dem bereits die Burg Ammerthal bzw. das von ihm erbaute Schloss Ammerthal gehörte. Somit waren alle Teile von Ammerthal in einer Hand. Sein Sohn Kaspar Haller hatte keine männlichen Erben und deshalb gelangte Ammerthal über die erheiratete Tochter des Kaspar Haller an Hans Christoph Kronacher. Er verstarb 1656 und das Erbe ging an seinen Sohn Hans Siegmund Kronacher. Dieser verkaufte das Schloss Altammerthal an den Bürgermeister Johann Miller, sodass wieder zwei Hofmarken entstanden. 1658 verstarb Johann Miller und es folgten seine Erben Johann Jakob Miller und Johann Franz Chrisgtoph Miller. Von der Witwe des Letzteren gelangte Altammerthal an den Oberstleutnant Johann Georg Karl de Moran. 1728 ist Georg Justin von Biel im Besitz von Altammerthal und 1736 Jakob von Kronacher. Da dieser bereits in Oberammerthal dem Hans Siegmund Kronacher gefolgt war, war die Hofmark wieder in einer Hand. 1739 kam die ganze Hofmark an Regierungsrat Marquard Wilhelm von Merz, dann an seine Tochter Christina Sabina, dann um 1750 an Regierungsrat Franz Balthasar von Griesenbeck und 1754 an dessen Erben. 1780 besaß der Sulzhbacher Regierungsrat Baron von Fick Altammerthal.

## Baulichkeit
1644 wurde die Burg im Zuge des Dreißigjährigen Krieges zerstört.
Von der ehemaligen Burganlage sind noch Mauerreste des Bergfriedes und der Ringmauer an der Ostseite erhalten. Ein Teil des früheren Burgareals ist überbaut.